# Synecdoche hypenor
Synecdoche hypenor är en insektsart som beskrevs av Ronald Gordon Fennah 1978. Synecdoche hypenor ingår i släktet Synecdoche och familjen vedstritar. Inga underarter finns listade i Catalogue of Life.